# 立人大学
立人大学，简称立大（Liren College，简称LRC）是中国大陆一家非政府组织，总部位于北京。立人大学的前身可以追溯到立人乡村图书馆于2011年7月1日至15日在立人乡村图书馆第一分馆黄侃图书馆所举办的暑期学校。虽然暑期学校于2012、2013年仍继续举办，但“立人大学”逐渐作为一个组织从立人乡村图书馆独立出来，在其北京的办公场所立大空间开展常规化的高等教育探索活动。至2014年，因为种种原因，立人大学的教育活动陷入了停办。